# Felicia Chester
Felicia Chester, née le 24 mars 1988 à Saint-Louis (Missouri), est une joueuse américaine de basket-ball.

## Biographie
Blessée lors de sa première saison avec De Paul, elle reste cinq saisons dans cette université où elle brille autant sur le plan sportif que le plan académique.
Elle est draftée en 2011 en 14e position par le Lynx du Minnesota, le plus haut de son université, mais est transférée au Dream d'Atlanta, qui ne la conserve pas. New York la signe le 4 juillet 2011. En 2012, elle effectue sa pré-saison avec Chicago, mais n'est pas conservée.